# Yvonne van Gennip
Yvonne Maria Thérèse van Gennip (ur. 1 maja 1964 w Haarlemie) – holenderska łyżwiarka szybka, trzykrotna mistrzyni olimpijska, trzykrotna medalistka mistrzostw świata, wielokrotna medalistka mistrzostw Europy i dwukrotna zdobywczyni Pucharu Świata.

## Kariera
Pierwszy sukces w karierze Yvonne van Gennip osiągnęła w 1981 roku, kiedy zdobyła brązowy medal w wieloboju podczas mistrzostw świata juniorów w Elverum. Na rozgrywanych rok później mistrzostwach świata juniorów w Innsbrucku w tej samej konkurencji zajęła drugie miejsce. W 1984 roku wzięła udział w igrzyskach olimpijskich w Sarajewie, zajmując między innymi piąte miejsce na dystansie 3000 m oraz szóste na 1000 m. W trzech kolejnych latach zdobywała srebrne medale na mistrzostwach Europy w wieloboju: ME w Groningen (1985), ME w Geithus (1986) i ME w Groningen (1987). W każdym przypadku Holenderkę pokonywała ta sama zawodniczka - Andrea Ehrig-Mitscherlich z NRD. W 1987 roku zajęła też trzecie miejsce na wielobojowych mistrzostwach świata w West Allis, ulegając tylko Karin Enke i Andrei Ehrig-Mitscherlich. W 1988 roku zdominowała rywalizację na igrzyskach olimpijskich w Calgary, zwyciężając na dystansach 1500, 3000 i 5000 m. Przy tym w biegach na 3000 i 5000 m ustanawiała rekordy świata. W tym samym roku zajęła drugie miejsce na wielobojowych mistrzostwach świata w Skien, ulegając tylko Karin Enke, oraz trzecie miejsce podczas mistrzostw Europy w Kongsbergu. Brązowe medale zdobywała ponadto na mistrzostwach świata w Lake Placid w 1989 roku i rozgrywanych dwa lata później mistrzostwach Europy w Sarajewie. Startowała również na igrzyskach olimpijskich w Albertville w 1992 roku, jednak nie wywalczyła medalu. W biegu na 3000 m była szósta, a na dwukrotnie krótszym dystansie przewróciła się i nie ukończyła rywalizacji. Wielokrotnie stawała na podium zawodów Pucharu Świata, odnosząc przy tym dziesięć zwycięstw. Najlepsze wyniki osiągnęła w sezonie 1986/1987, kiedy zwyciężyła w klasyfikacjach końcowych 1500 m i 3000 m/5000 m. Ponadto w sezonie 1990/1991 była trzecia w obu tych klasyfikacjach. Była również wielokrotną medalistką mistrzostw Holandii, w tym w latach 1987 i 1988 zwyciężała w wieloboju.
Ustanowiła pięć rekordów świata (w tym jeden nieoficjalny).

### Mistrzostwa świata
- Mistrzostwa świata w wieloboju
  - srebro – 1988
  - brąz – 1987, 1989